# Reprezentacja Rumunii na Mistrzostwach Europy w Wioślarstwie 2010
Reprezentacja Rumunii na Mistrzostwach Europy w Wioślarstwie 2010 liczyła 23 sportowców. Najlepszymi wynikami było 1. miejsce w dwójce bez sternika kobiet i ósemce kobiet.

## Medale

### Złote medale
dwójka bez sternika (W2-): Camelia Lupascu, Nicoleta Albu

### Srebrne medale
Brak

### Brązowe medale
Brak

## Wyniki

### Konkurencje mężczyzn
- dwójka bez sternika (M2-): Ionut Minea, Marius Luchian – 11. miejsce
- dwójka podwójna (M2x): Marian Moraru, Aurelian Stoica – 16. miejsce
- czwórka bez sternika (M4-): Vlad-Dragos Aicoboae, Toader-Andrei Gontaru, Marius-Vasile Cozmiuc, Cosmin-Razvan Bogus – 10. miejsce

### Konkurencje kobiet
- dwójka bez sternika (W2-): Camelia Lupascu, Nicoleta Albu – 1. miejsce
- dwójka podwójna (W2x): Mihaela Petrilă, Elena Trifoi – 11. miejsce
- czwórka podwójna (W4x): Cristina Grigoraș, Andreea Boghian, Irina Dorneanu, Cristina Ilie – 7. miejsce
- ósemka (W8+): Roxana Cogianu, Ionelia Zaharia, Maria Diana Bursuc, Ioana Craciun, Adelina Cojocariu, Nicoleta Albu, Camelia Lupascu, Eniko Mironcic, Teodora Stoica – 1. miejsce